# Мыктыколь
Мыктыколь (каз. Мықтыкөл ауылы, до 2007 года — Барышевка) — аул в Шортандинском районе Акмолинской области Казахстана. Входит в состав сельского округа Бектау. Код КАТО — 116841200.

## География
Аул расположен на берегу озера Моховое, в северной части района, на расстоянии примерно 9 километров (по прямой) к северо-востоку от административного центра района — посёлка Шортанды, в 11 километрах к западу от административного центра сельского округа — села Бектау.
Абсолютная высота — 351 метров над уровнем моря.
Ближайшие населённые пункты: посёлок Шортанды — на юго-западе. 
Западнее аула проходит автодорога республиканского значения — А-1 «Астана — Петропавловск».

## Население
В 1989 году население аула составляло 236 человек (из них русские — 43%, поляки — 20%).

В 1999 году население аула составляло 211 человек (102 мужчины и 109 женщин). По данным переписи 2009 года, в ауле проживало 249 человек (132 мужчины и 117 женщин).
| Численность населения | Численность населения | Численность населения |
| 1989                  | 1999                  | 2009                  |
| --------------------- | --------------------- | --------------------- |
| 236                   | ↘211                  | ↗249                  |

## Инфраструктура
В ауле функционируют:
- медицинский пункт
- основная школа

## Улицы[7]
- ул. Богенбай батыра
- ул. Достык
- ул. Райымбек батыра